# Friedrich-Ebert-Anlage
Die Friedrich-Ebert-Anlage (vor 1923 sowie von 1933 bis 1945: Hohenzollernplatz; von 1923 bis 1933 sowie von 1945 bis 1955: Platz der Republik) ist eine hauptstraßenähnliche Platzanlage im westlichen Innenstadtbereich von Frankfurt am Main, die für den von Westen kommenden Verkehr, zusammen mit der Ludwig-Erhard-Anlage, dem Platz der Republik und der Düsseldorfer Straße eine Zugangseinheit bildet. Sie war Standort bedeutender Institutionen, unter anderem der Zentrale der Deutschen Bundesbahn. In den letzten Jahren entwickelte sie sich zunehmend zu einem Erweiterungsgebiet des Frankfurter Bankenviertels.

## Lage
Die Friedrich-Ebert-Anlage beginnt als Teil des Frankfurter Alleenrings im Westend an der Ludwig-Erhard-Anlage (bis 1980 ebenfalls zur Friedrich-Ebert-Anlage gehörend), einem Verkehrskreisel um einen Parkteich mit Fontäne, nördlich dem Haupteingang des Messegeländes und verläuft in südöstlicher Richtung bis zum Platz der Republik, an dem die Mainzer Landstraße kreuzt, im Stadtteil Gallus. Ihre Verlängerung, die Düsseldorfer Straße, führt geradlinig auf den Platz Am Hauptbahnhof.
An der Ludwig-Erhard-Anlage weitet sich die Friedrich-Ebert-Anlage trichterförmig auf, um sich an diesen Verkehrskreisel anzupassen. Der heutige Platz der Republik bezeichnet, nachdem 1955 der nordwestliche Teilbereich bis zur Oberpostdirektion in Friedrich-Ebert-Anlage umbenannt wurde, keinen Platz im Sinne einer städtebaulichen Gestaltung mehr, sondern beschränkt sich auf die Straßenkreuzung der Mainzer Landstraße mit der Friedrich-Ebert-Anlage, die südöstlich der Kreuzung dann Düsseldorfer Straße heißt.

## Geschichte
Die Straßen- bzw. Platzanlage entstand im Zuge der Verlegung der Frankfurter Eisenbahnanlagen, als 1888 die Frankfurter Westbahnhöfe durch den neuen Hauptbahnhof ersetzt wurden. Dabei musste die Einfahrt der Main-Weser-Bahn, die ursprünglich gradlinig vom Westbahnhof (damals: Bockenheim) bis zum heutigen Hauptbahnhof führte und dort in westlicher Richtung, der heutigen Taunus- und Kaiserstraße folgend, abbog, eine weit nach Westen ausholende Einfahrtskurve erhalten. Durch diese neue Einfahrt war die alte Trasse entbehrlich. Die aufgelassene Trasse wurde in eine Straße umgewandelt, sie trug zunächst den Namen Bahnstraße und wurde dann in Hohenzollernstraße (nach 1945 Düsseldorfer Straße) umbenannt. Der anschließende Abschnitt wurde als repräsentative Platzanlage gestaltet und erhielt den Namen Hohenzollernplatz. 1923 wurde dieser in Platz der Republik umbenannt. 1955 erhielt der nordwestliche Teil des Platzes bis zur Oberpostdirektion (der kreisförmige Platz unmittelbar vor der Oberpostdirektion erhielt 1980 den Namen Ludwig-Erhard-Anlage) den heutigen Namen Friedrich-Ebert-Anlage, so dass heute nur noch der Kreuzungsbereich mit der Mainzer Landstraße Platz der Republik heißt. Die Umbenennung war der Ausgleich für die Rückbenennung der Friedrich-Ebert-Straße in ihren alten Namen Kaiserstraße.

## Charakter der Straße
Die Friedrich-Ebert-Anlage erfüllt eine wichtige Erschließungsfunktion für den Straßenverkehr, da sie eine direkte Verbindung zwischen dem Autobahnanschluss zur A 5, A 66 und A 648 und der Innenstadt herstellt. Beidseitig wird sie von Radwegen begleitet. Zwischen den beiden Fahrbahnen liegt ein sich in nördlicher Richtung verbreiternder Grünstreifen, der im Bereich Ludwig-Erhard-Anlage zu einer Grünanlage wird.
Im Schienenverkehr wird sie oberirdisch von den Straßenbahnlinien 17 und 16 befahren. Im Untergrund verkehrt die U 4 der U-Bahn Frankfurt. Früher wurde die Straßenbahnlinie nach Ginnheim (heute: Linie 16, damals: Linie 19) nur teilweise durch die Friedrich-Ebert-Anlage geführt. Sie bog vom Hauptbahnhof kommend in östlicher Richtung bereits in die Wilhelm-Hauff-Straße ab, fuhr weiter zur Bockenheimer Landstraße und von dort zur Bockenheimer Warte, wo sie auf die auch heute noch befahrene Trasse traf. Diese Streckenführung wurde 1986 eingestellt, als mit Eröffnung von U 6 und U 7 unter der Bockenheimer Landstraße der Straßenbahnverkehr dort eingestellt und die Straßenbahninfrastruktur zurückgebaut wurde.

## Bauwerke auf der Westseite
Als eine repräsentative, großstädtische Straßenachse der Gründerzeit war der Hohenzollernplatz als Standort wichtiger Institutionen sehr beliebt, wovon trotz zahlreicher Gebäude-Abrissen noch heute einige beeindruckende Bauwerke zeugen.
Die südwestliche Straßenseite gehört zu den Stadtteilen Gallus und Bockenheim. Aufgrund der großmaßstäblichen Bebauung der angrenzenden Stadtquartiere, etwa des Hauptgüterbahnhofs oder des Messegeländes, entstanden auf dieser Straßenseite monumentalere Großbauten als auf der gegenüberliegenden, die unmittelbar in ein großbürgerliches Wohngebiet übergeht.

### Polizeipräsidium

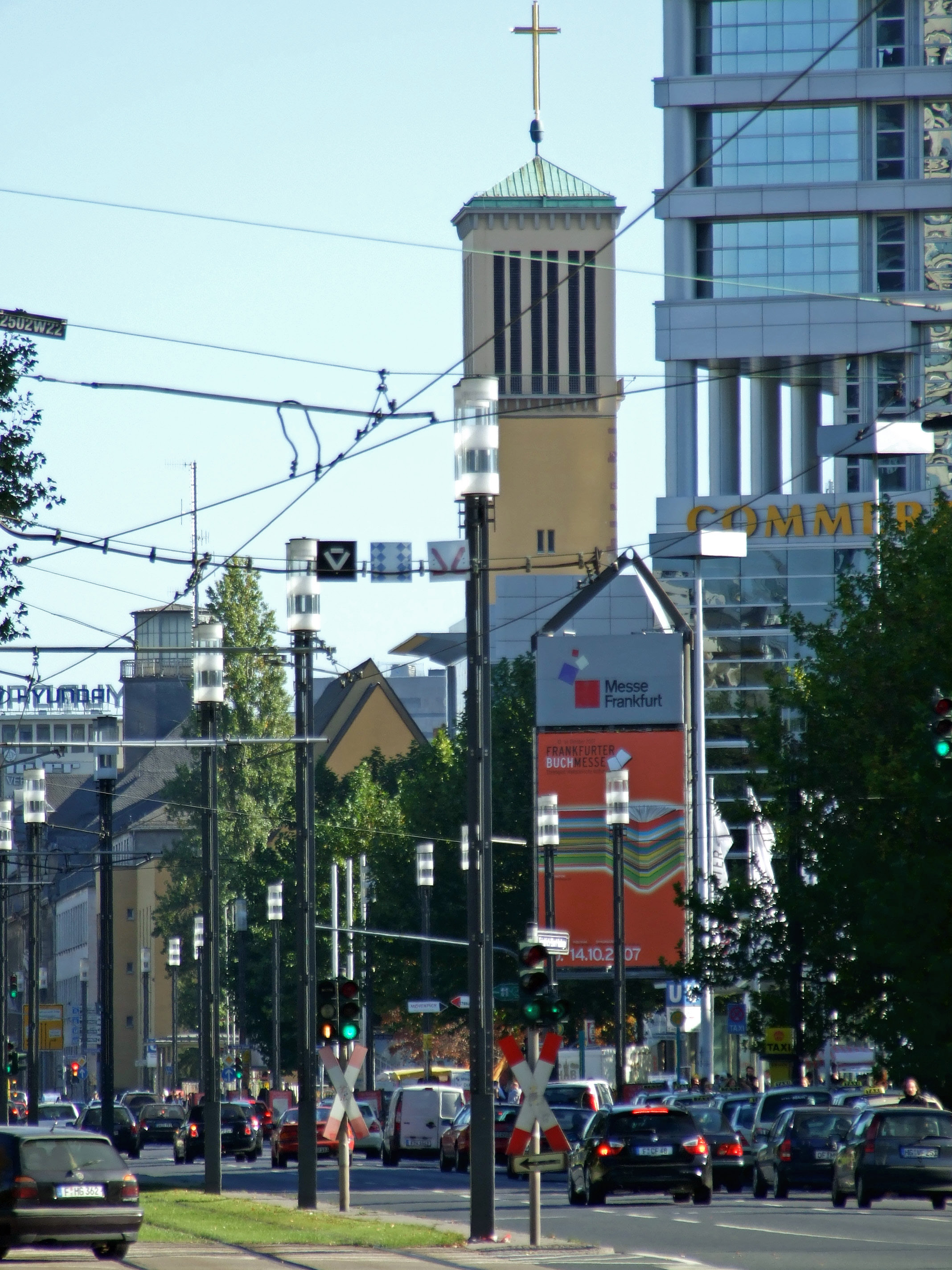
Verkehr in Richtung Platz der Republik

Das Alte Polizeipräsidium, Friedrich-Ebert-Anlage 5–11, wurde 1911–1914 erbaut. Seine historistische Architektur zeigt eine Mischung aus Neobarock und Neoklassizismus. Das Gebäude ist ein Kulturdenkmal nach dem Hessischen Denkmalschutzgesetz, steht jedoch seit dem Umzug des Präsidiums 2002 in einen Neubau am Alleenring überwiegend leer und wird nur teilweise gewerblich genutzt.

### Deutsche Vereinigte Schuhmaschinenfabriken GmbH (DVSG)
Das ehemalige Verwaltungsgebäude des Unternehmens Deutsche Vereinigte Schuhmaschinenfabriken GmbH (DVSG), Hohenzollernstraße 31–35, ist eine Stahlskelettkonstruktion von 1935/1936, entworfen vom Frankfurter Architekten Ferdinand Kramer. Die Fassade mit quadratischen vertikalen Schiebefenstern wurde vor oder kurz nach dem Zweiten Weltkrieg bis zur Unkenntlichkeit verändert (neuer Stein, neuer Eingang und mit Leisten umrahmte Sprossenfenster). Die 1900 gegründete DVSG war die Tochtergesellschaft eines US-amerikanischen Unternehmens und stand in beiden Weltkriegen als Feindvermögen unter treuhänderischer Aufsicht, während des Zweiten Weltkriegs musste das Verwaltungsgebäude ab 1942 einem kriegswichtigen Rüstungsunternehmen überlassen werden. Die Produktion fand im Rödelheim statt, wohin die Verwaltung in den 1970er Jahren verlegt wurden Seither steht das Gebäude leer. Die DVSG endete nach rund 100 Jahren Anfang 2001 durch Insolvenz.

### Matthäuskirche
Die evangelische Matthäuskirche war ursprünglich ein Bau des Darmstädter Architekten Friedrich Pützer aus dem Jahr 1905. Im Zweiten Weltkrieg wurde sie bei den Luftangriffen auf Frankfurt am Main schwer beschädigt. Das heutige Gebäude stammt deshalb weitgehend aus der Nachkriegszeit. Die zugehörige Kirchengemeinde ist mittlerweile auf wenige hundert Mitglieder geschrumpft, so dass der Regionalverband der Evangelischen Kirche in Hessen und Nassau sich schon 2002 entschlossen hat, das Gebäude aufzugeben und es auf Abbruch zu verkaufen. Dagegen wehrt sich die örtliche Kirchengemeinde vehement.

### Tower 185
Der Tower 185, ursprünglich mit 185 Metern geplant, tatsächlich 200 Meter hoch, wird zu ca. zwei Dritteln von der Wirtschaftsprüfungsgesellschaft PricewaterhouseCoopers (PwC) genutzt, die hier ihre Deutschlandzentrale hat.

### Bundesbahndirektion
Die Gebäude der ehemaligen Bundesbahndirektion Frankfurt war ein Verwaltungsgebäude, das 1908 für die damalige Königlich Preußische Eisenbahndirektion Frankfurt nach Entwurf des Architekten und Eisenbahn-Baubeamten Armin Wegner errichtet wurde. Kaiser Wilhelm II. soll auf den Entwurf Einfluss genommen haben. 1922–1924 erhielt der Südflügel einen Anbau, 1937/38 kam nochmals ein Erweiterungsbau hinzu. Das Gebäude erlitt im Zweiten Weltkrieg schwere Schäden und wurde vereinfacht wieder aufgebaut. Die Behörde wurde im Zuge der Bahnreform aufgelöst, als die Deutsche Bundesbahn und die Deutsche Reichsbahn in die Deutsche Bahn AG umgewandelt wurden. 2007 wurde das Bauwerk abgebrochen.

### Hauptverwaltung der Deutschen Bundesbahn
Die Hauptverwaltung des in der US-Besatzungszone verbliebenen Teils der Deutschen Reichsbahn war ursprünglich in Offenbach am Main angesiedelt. Nach Gründung der Deutschen Bundesbahn war dort deren Zentrale. Sie wurde zum 1. Oktober 1953 nach Frankfurt verlegt, wofür an der Friedrich-Ebert-Anlage ein Neubau entstand. Auch diese Behörde wurde im Zug der Bahnreform aufgelöst, als die ehemalige Deutsche Bundesbahn in die Deutsche Bahn AG umgewandelt wurde. Die Gebäude wurden 1994 abgerissen, an ihrer Stelle entstand die Hochhausgruppe Kastor und Pollux.

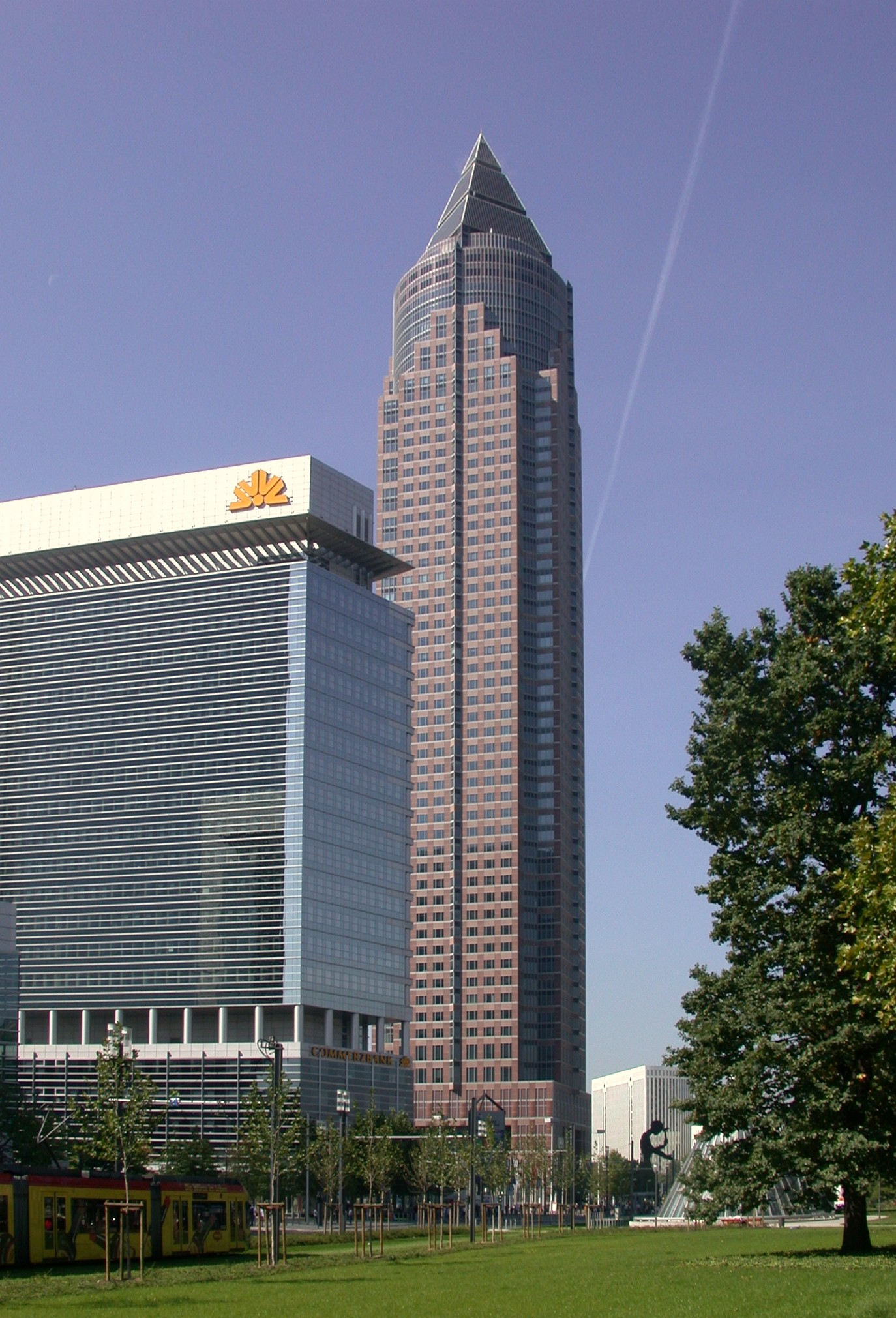
Kastor und Messeturm

### Kastor und Pollux
Die Hochhausgruppe Kastor und Pollux, 130 Meter und 95 Meter hoch, entstand 1994–97 auf dem Grundstück der ehemaligen Bundesbahn-Zentrale.

### Messeturm
Der nach Plänen von Helmut Jahn von 1988 bis 1991 erbaute Messeturm war mit 257 Metern bis 1997 das höchste Hochhaus Europas.

### Merkurbrunnen
Der Merkurbrunnen ist ein neoklassizistischer Zierbrunnen aus dem Jahr 1916. Entworfen wurde er von dem Bildhauer Hugo Lederer als Stiftung des Bankiers A. L. A. Hahn. Der Merkur weist auf das hinter dem Brunnen gelegene Messegelände hin. Der Brunnen ist ein Kulturdenkmal nach dem Hessischen Denkmalschutzgesetz.
- Siehe auch: Liste von Brunnen in Frankfurt am Main

### Festhalle
Die Festhalle wurde als große Veranstaltungshalle von 1907 bis 1909 nach Plänen des Münchner Architekten Friedrich von Thiersch errichtet. Der im Innenraum ohne Stützen auskommende Kuppelbau hat eine eiserne Tragkonstruktion, die von einer Steinfassade weitgehend kaschiert wird. Hier finden Ausstellungen, kulturelle und sportliche Veranstaltungen statt. Die Festhalle ist ein Kulturdenkmal nach dem Hessischen Denkmalschutzgesetz.

### Messegelände
Am nordwestlichen Ende der Straße liegt das Messegelände, Standort der Messe Frankfurt.

## Bauwerke auf der Ostseite
Auch auf der zum Westend gehörenden östlichen Straßenseite entstanden bedeutende Einrichtungen, aufgrund der unmittelbar angrenzenden kleinteiligen Bebauung des Westends in der Regel aber kleinformatiger als auf der für Großbauten besser geeigneten Westseite.

### City-Haus I

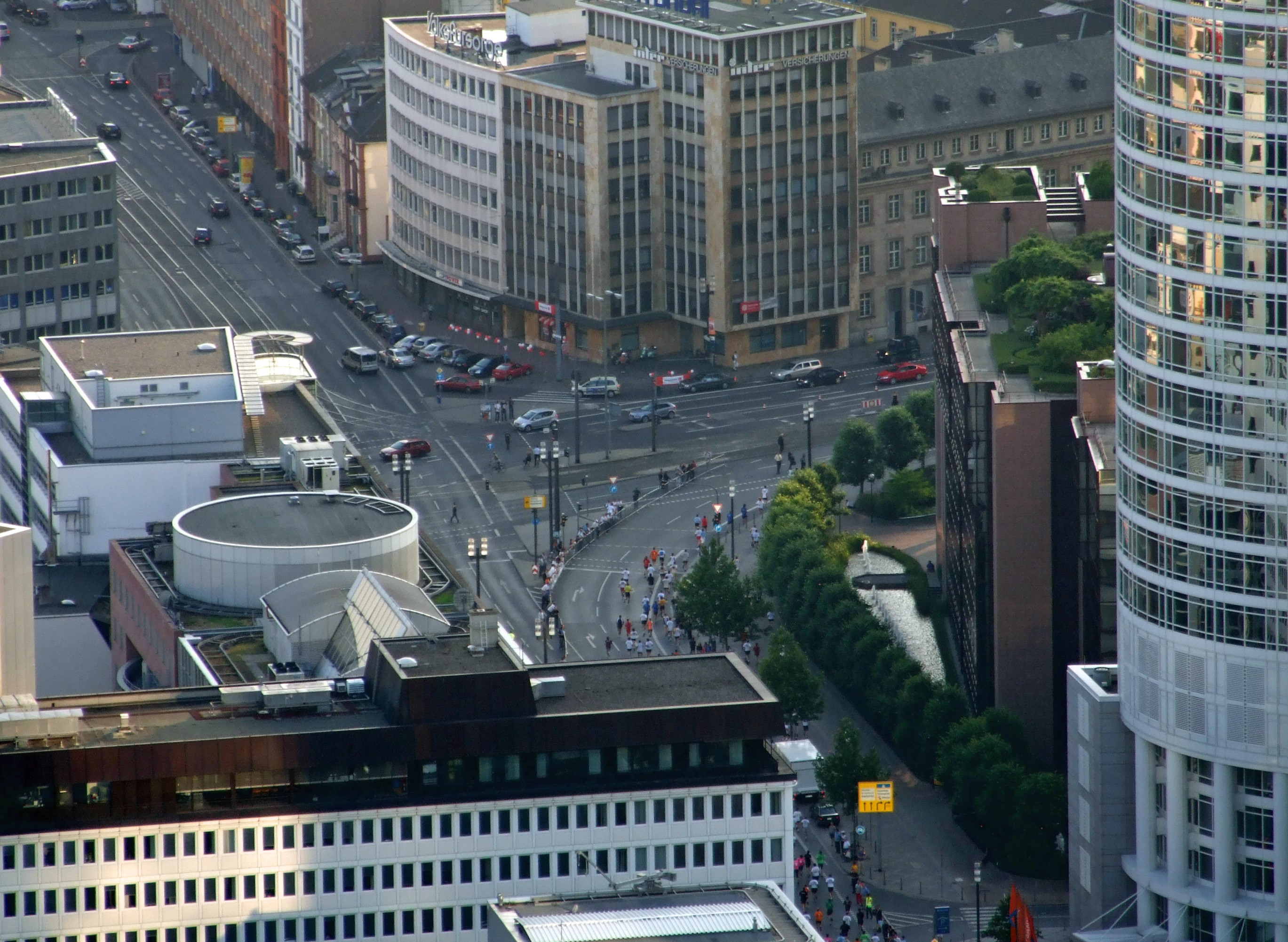
Platz der Republik (östliches Ende)

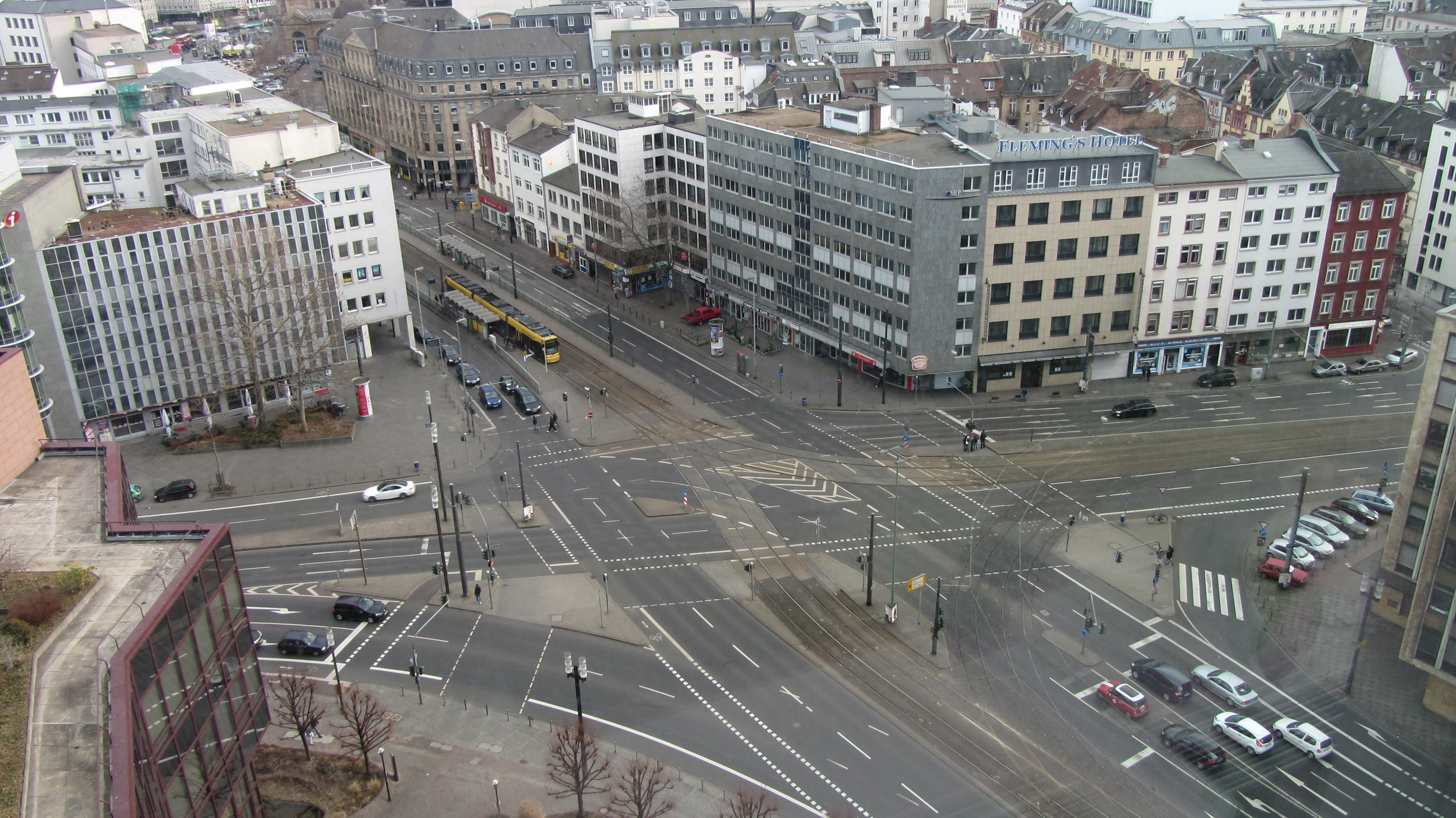
Platz der Republik (Richtung Süden)

Das nach seinem Bauherrn Ali Selmi auch als Selmi-Hochhaus bekannte City-Haus I am Platz der Republik entstand 1971–74 nach Plänen von Richard Heil. Mit 142 Metern Höhe ist es Teil des „Höhensprungs“, den der Frankfurter Hochhausbau (unter maßgeblicher Beteiligung des Architekten Heil) in jener Zeit machte. Im Zusammenhang mit dem Frankfurter Häuserkampf spielte der Großbrand im Rohbau des Hauses am 23. August 1973 eine große Rolle. Das Hochhaus, Teil der Konzernzentrale der DZ Bank, wurde 2007–08 nach Plänen von Christoph Mäckler saniert.

### Goethe-Gymnasium
Das Goethe-Gymnasium ist ein 1897 gegründetes neusprachliches Gymnasium mit etwa 1000 Schülerinnen und Schülern. Es besitzt eine eigene Schulbibliothek, zwei Turnhallen – die außerhalb der Schulzeit auch für den Vereinssport genutzt werden –, Sportflächen im Pausenhof und eine Cafeteria. Der heutige Bau stammt aus dem Jahr 1959.

### Hessischer Hof
Das Luxushotel Grandhotel Hessischer Hof (5 Sterne Superior, Friedrich-Ebert-Anlage 40) steht im Eigentum der Hessischen Hausstiftung. Das Haus wurde nach dem Zweiten Weltkrieg auf dem Grundstück des zerstörten Stadtpalais der Landgrafen von Hessen errichtet.

### Ehemalige Oberpostdirektion

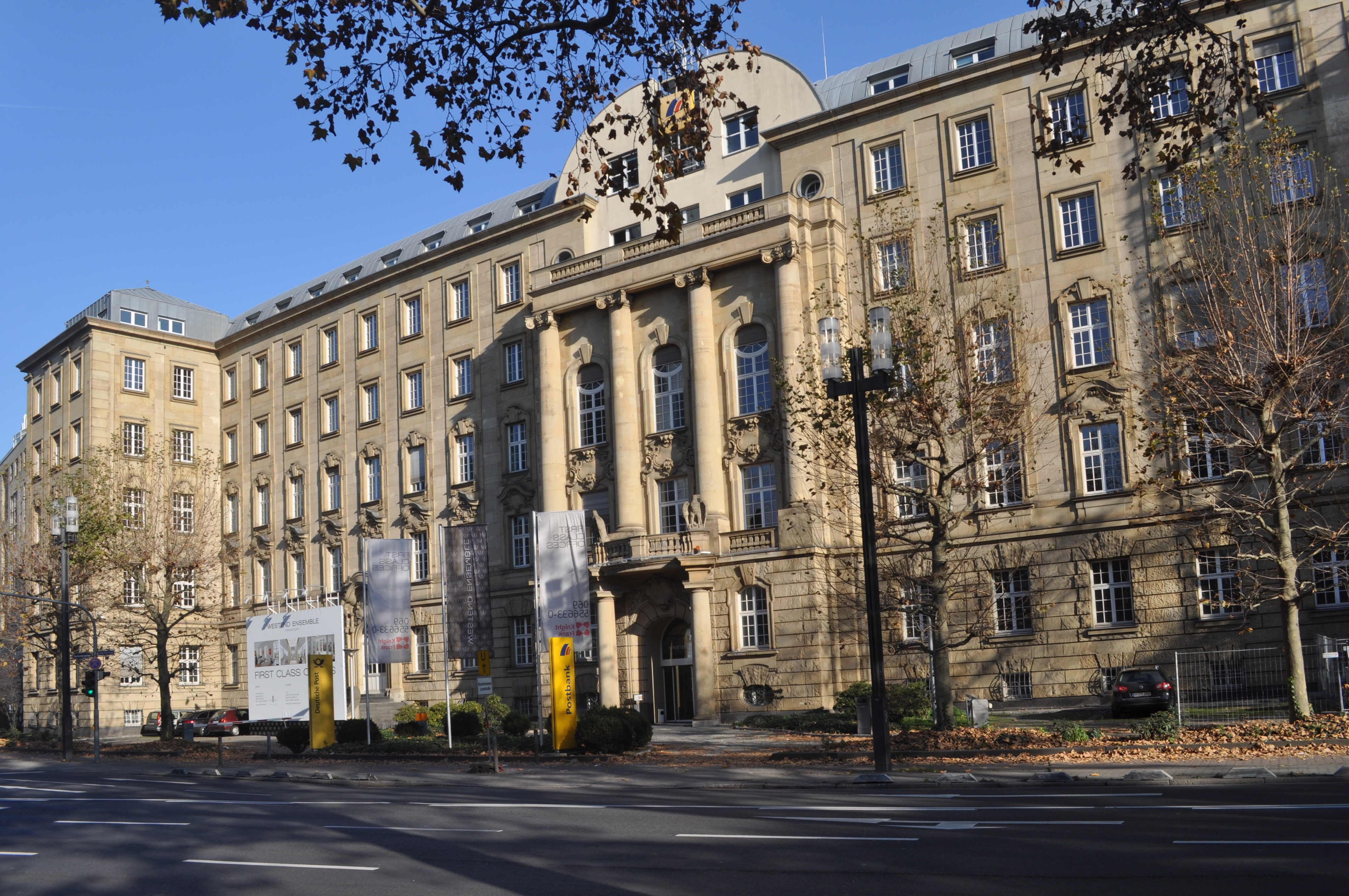
Ehemalige Oberpostdirektion

Das neobarocke Verwaltungsgebäude der Oberpostdirektion wurde 1905–07 nach Plänen des Architekten und Reichspost-Baubeamten Ernst Hake errichtet. Die zur Straße gewandte Seite ist der Straßenführung folgend leicht konvex gekrümmt. Die Mitte der Fassade wird durch einen Risalit betont, der eine dreigeschossige Kolossalordnung mit ionischen Säulen zeigt, und von zwei Seitenrisaliten eingefasst – ein eindrucksvolles Beispiel historistischer Repräsentationsarchitektur. Dieser Eindruck wird noch dadurch erhöht, dass das ursprüngliche Mansarddach durch zwei Vollgeschosse ersetzt wurde. Die Büroflügel sind um zwei trapezförmige Innenhöfe angeordnet. Die Oberpostdirektion ist ein Kulturdenkmal nach dem Hessischen Denkmalschutzgesetz.
Derzeitige Hauptmieterin ist die KfW Bankengruppe.

## Seitenstraßen
| Westliche Straßenseite                                                   |  | Östliche Straßenseite                  |
| Poseidon-Haus                                                            |  | Westend Gate (Marriott Hotel)          |
| Theodor-Heuss-Allee                                                      |  | Senckenberganlage                      |
| Messegelände Festhalle Messeturm Hammering Man Straßenbahnhaltestelle    |  | Deutsche Post                          |
|                                                                          |  | Schumannstraße                         |
|                                                                          |  | U-Bahnhof Festhalle/Messe              |
| Kastor                                                                   |  | Wilhelm-Hauff-Straße                   |
| Platz der Einheit                                                        |  |                                        |
| Pollux Tower 185 Bundesbahnhauptverwaltung                               |  | Hotel Hessischer Hof Oberpostdirektion |
| Hohenstaufenstraße                                                       |  | Rheinstraße                            |
| Matthäuskirche Straßenbahnhaltestelle Bundesbahndirektion                |  | Goethe-Gymnasium                       |
|                                                                          |  | Erlenstraße                            |
| Verwaltungsgebäude der Deutsch-Amerikanischen Schuhmaschinengesellschaft |  | City-Haus I                            |
| Polizeipräsidium                                                         |  | City-Haus I                            |
| Mainzer Landstraße                                                       |  | Mainzer Landstraße                     |
| Bellaphon-Haus                                                           |  |                                        |